# Кварцяне військо
Кварця́не ві́йсько (пол. wojsko kwarciane МФА: [ˈvɔjskɔ kfarˈt͡ɕanɛ]) — наймане військо у Речі Посполитій XVI—XVIII ст.
Вперше створене в Королівстві Польському в 1562 р. за часів правління Сиґізмунда II Авґуста. Його використовували переважно для охорони державних кордонів і придушення народних повстань. Кварцяне військо утримувалося за рахунок 4-ї частини (кварти) прибутків від королівських маєтків (звідси і його назва). Складалося з піхоти й кавалерії. В 1632 р. у кварцяне військо було введено артилерію. Значна частина кварцяного війська (4—6 тис. солдат) була зосереджена в селах і містах України. На час загрози війни, нападу татар на допомогу йому скликали суплементове військо. Під час Визвольної війни українського народу 1648—1654 рр. під проводом Богдана Хмельницького кварцяне військо зазнало ряду поразок від козацького війська, зокрема під Жовтими Водами і Корсунем. 1652 р. згідно з рішенням сейму, було об'єднане з військом суплементовим у військо компутове.

## Персоналії
- Іван Виговський — ротмістр війська.